# Merindad de Olite
La merindad de Olite (en euskera: Erriberriko Merindadea) es una de las cinco merindades en que históricamente se ha dividido la Comunidad Foral de Navarra (España) y cuya cabeza de merindad es la ciudad de Olite. Su término coincide con el partido judicial de Tafalla. Es la merindad de menor tamaño de Navarra: engloba a 27 municipios y tiene una superficie total, sin contar las facerías, de 1387,32 km². También es la menos poblada de las cinco merindades, con una población en 2009 de 47 674 habitantes (INE).

## Geografía física

### Situación
La merindad se encuentra situada en la parte central de la Zona Media de la Comunidad Foral de Navarra. Limita con la merindad de Pamplona por el norte, con la de Tudela y la comunidad autónoma de La Rioja por el sur, con la de Sangüesa por el este y con la de Estella por el oeste. 

### Relieve e hidrología
La merindad de Olite limita al norte con los valles o vegas del Valdizarbe y del valle de Ibargoiti. Al norte de la merindad se encuentra la Valdorba o valle de Orba, valle que está rodeado de selvas y montañas cubiertas de encinas. El terreno por lo general es llano y la parte sur, conocida como la Ribera, es el terreno más fértil de la merindad. Los principales ríos que la atraviesan son el Aragón, que la separa por el este de las Bardenas Reales, y por el sur de la merindad de Tudela, incorporándose a él más al sur a la altura de Funes el río Arga, que cruza la merindad por su parte occidental; y el río Cidacos, que cruza de norte a sur por el centro, hasta que se junta con el río Aragón en Caparroso, después de recibir en su madre diferentes arroyuelos que nacen en las montañas de la Valdorba.

## Historia

Merindades de las que procedían los territorios que quedaron integrados en la merindad de Olite

La merindad fue creada por Carlos III el Noble, el 18 de abril de 1407, formándose por territorios que anteriormente pertenecían a las merindades de Estella, Sangüesa y Tudela.
Como tal estuvo administrada por un merino hasta la aprobación de la ley paccionada en 1841 tras la cual aportó uno de los siete diputados que componían la Diputación Foral de Navarra. En las elecciones para elegir el Parlamento Foral de Navarra de 1979 se constituyó como uno de los 6 distritos electorales correspondiéndole 10 de los 60 parlamentarios y uno de los 7 diputados en la Diputación. Dichos distritos desaparecieron tras la aprobación del Amejoramiento del Fuero (LORAFNA), tras el cual se constituyó la comunidad entera como un único distrito electoral.

## Administración

### Administración judicial
La merindad de Olite coincide en término con el partido judicial de número 5 de Navarra con sede en Tafalla. La plantilla de jueces consta de dos juzgados de primera instancia e instrucción,con una ratio que sitúa un juez por cada 23 837 habitantes. Las instalaciones judiciales acogen también la fiscalía, registro civil, forenses, etc y están ubicadas en la Avenida Severino Fernández, 52.

### Municipios y localidades
La merindad de Olite está formada por 27 municipios, de los que 24 son simples y 3 son compuestos (están formados por varios concejos). También dentro de la merindad se encuentran las facerías 106 y 107 con 0,04932 km² y 0,026 km² respectivamente.
Seguidamente se relatan por orden alfabético los distintos municipios de la merindad con los núcleos de población que lo integra.
| Municipio                  | Localidades               | Categoría administrativa      | Categoría histórica          | Población 2017 | Densidad |
| -------------------------- | ------------------------- | ----------------------------- | ---------------------------- | -------------- | -------- |
| Artajona                   | Artajona                  | sede del ayuntamiento         | villa                        | 1658           | 24.69    |
| Barásoain                  | Barásoain                 | sede del ayuntamiento         | villa                        | 650            | 46.63    |
| Beire                      | Beire                     | sede del ayuntamiento         | villa                        | 298            | 13.39    |
| Berbinzana                 | Berbinzana                | sede del ayuntamiento         | villa                        | 605            | 46.61    |
| Caparroso                  | Caparroso                 | sede del ayuntamiento         | villa                        | 2724           | 33.71    |
| Falces                     | Falces                    | sede del ayuntamiento         | villa                        | 2313           | 20.13    |
| Funes                      | Funes                     | sede del ayuntamiento         | villa                        | 2482           | 46.86    |
| Garínoain                  | Garínoain                 | Sede del ayuntamiento         | lugar                        | 456            | 43.35    |
| Larraga                    | Larraga                   | Sede del ayuntamiento         | villa                        | 2060           | 26.72    |
| Leoz (Leoz<>Leotz)         | Amatriain                 | lugar habitado                | lugar                        | 18             |          |
| Leoz (Leoz<>Leotz)         | Amunarrizqueta            | lugar habitado                | lugar                        | 8              |          |
| Leoz (Leoz<>Leotz)         | Artariain                 |                               | villa                        | 36             |          |
| Leoz (Leoz<>Leotz)         | Benegorri                 | lugar habitado                | lugar                        | 9              |          |
| Leoz (Leoz<>Leotz)         | Bézquiz                   | lugar habitado                | lugar                        | 4              |          |
| Leoz (Leoz<>Leotz)         | Iracheta                  | Sede del ayuntamiento concejo | lugar                        | 65             |          |
| Leoz (Leoz<>Leotz)         | Iriberri                  |                               | caserío                      | 0              |          |
| Leoz (Leoz<>Leotz)         | Maquirriáin               | lugar habitado                | lugar                        | 22             |          |
| Leoz (Leoz<>Leotz)         | Leoz                      | concejo                       | lugar                        | 21             |          |
| Leoz (Leoz<>Leotz)         | Olleta                    | concejo                       | lugar                        | 32             |          |
| Leoz (Leoz<>Leotz)         | Sansoáin                  | lugar habitado                | lugar                        | 25             |          |
| Leoz (Leoz<>Leotz)         | Sansomain                 | lugar habitado                | lugar                        | 9              |          |
| Leoz (Leoz<>Leotz)         | Uzquita                   | lugar habitado                | lugar                        | 4              |          |
| Marcilla                   | Marcilla                  | Sede del ayuntamiento         | villa                        | 2828           | 129.25   |
| Mendigorría (Mendigorria)  | Mendigorría (Mendigorria) | Sede del ayuntamiento         | villa                        | 1044           | 26.48    |
| Milagro                    | Milagro                   | Sede del ayuntamiento         | villa                        | 3400           | 119.97   |
| Miranda de Arga            | Miranda de Arga           | Sede del ayuntamiento         | villa                        | 876            |          |
| Miranda de Arga            | Vergalijo                 |                               | caserío                      | 2              |          |
| Murillo el Cuende          | Murillo el Cuende         | Sede del ayuntamiento concejo | villa                        | 44             |          |
| Murillo el Cuende          | Rada                      | concejo                       | poblado                      | 570            |          |
| Murillo el Cuende          | Traibuenas                | concejo                       | lugar                        | 39             |          |
| Murillo el Fruto           | Murillo el Fruto          | Sede del ayuntamiento         | villa                        | 603            | 17.85    |
| Olite (Olite<>Erriberri)   | Olite                     | Sede del ayuntamiento         | Ciudad cabeza de la merindad | 3927           | 46.66    |
| Olóriz (Olóriz<>Oloritz)   | Bariáin                   | lugar habitado                | lugar                        | 6              |          |
| Olóriz (Olóriz<>Oloritz)   | Echagüe                   | concejo                       | lugar                        | 21             |          |
| Olóriz (Olóriz<>Oloritz)   | Eristain                  | lugar habitado                | lugar                        | 6              |          |
| Olóriz (Olóriz<>Oloritz)   | Mendívil                  | concejo                       | lugar                        | 58             |          |
| Olóriz (Olóriz<>Oloritz)   | Olóriz                    | concejo Sede del ayuntamiento | lugar                        | 57             |          |
| Olóriz (Olóriz<>Oloritz)   | Oricin                    | lugar habitado                | lugar                        | 14             |          |
| Olóriz (Olóriz<>Oloritz)   | Solchaga                  | concejo                       | lugar                        | 29             |          |
| Orísoain                   | Orísoain                  | Sede del ayuntamiento         | lugar                        | 85             | 11.81    |
| Peralta (Peralta<>Azkoien) | Peralta                   | Sede del ayuntamiento         | villa                        | 5828           | 65.8     |
| Pitillas                   | Pitillas                  | Sede del ayuntamiento         | villa                        | 492            | 11.61    |
| Pueyo (Pueyo<>Puiu)        | Pueyo                     | Sede del ayuntamiento         | villa                        | 340            | 16.16    |
| San Martín de Unx          | San Martín de Unx         | Sede del ayuntamiento         | villa                        | 383            | 7.63     |
| Santacara                  | Santacara                 | Sede del ayuntamiento         | villa                        | 868            | 25.56    |
| Tafalla                    | Tafalla                   | Sede del ayuntamiento         | ciudad                       | 10 638         | 108.46   |
| Ujué (Ujué<>Uxue)          | Ujué                      | Sede del ayuntamiento         | villa                        | 171            | 1.53     |
| Unzué (Unzué<>Untzue)      | Unzué                     | Sede del ayuntamiento         | lugar                        | 136            | 7.2      |

## Arte y Monumentos
- Barásoain: es ubna
- Caparroso: Ermita del Soto.

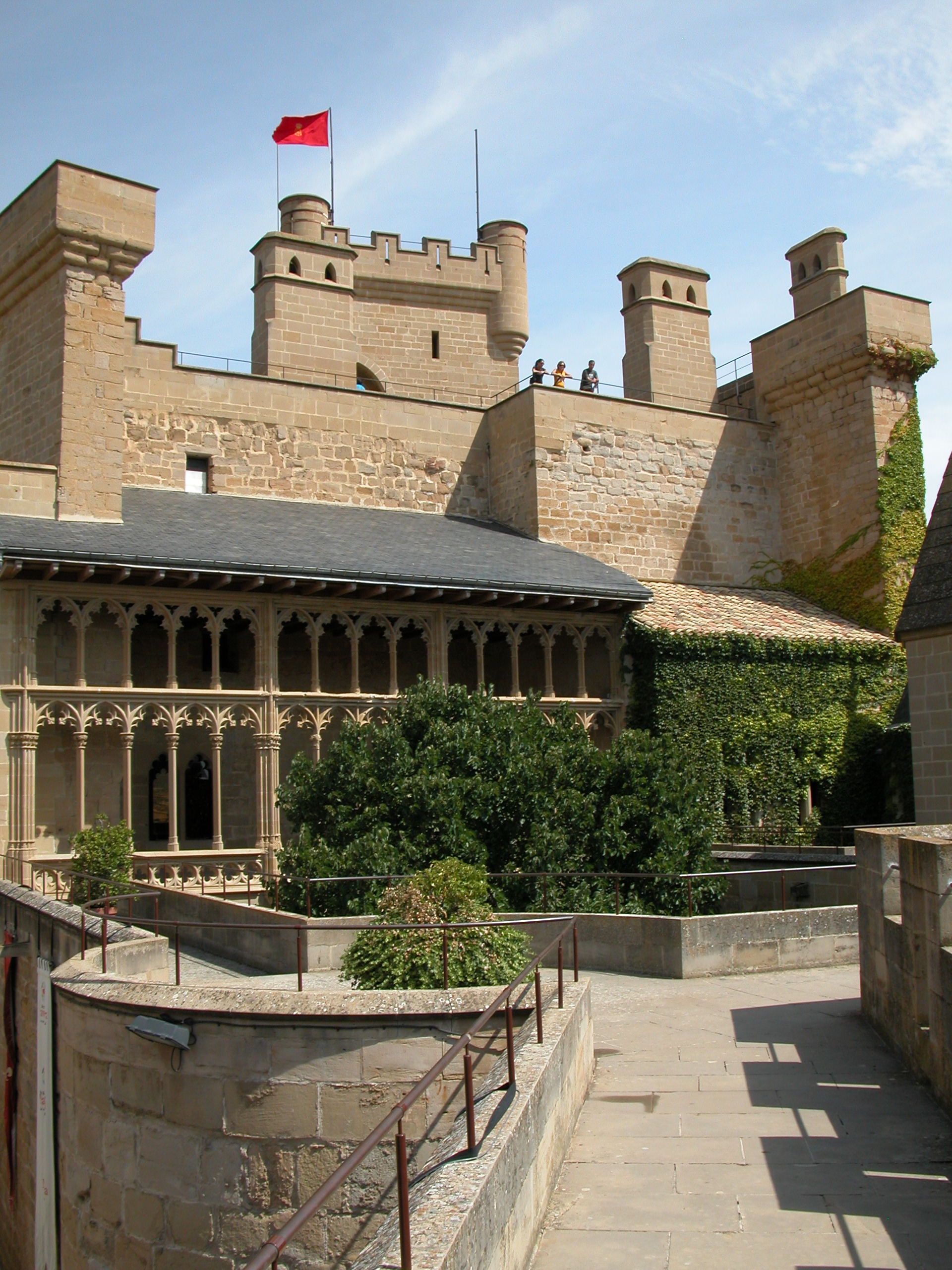
Castillo de Olite.

- Funes: Parroquia de Santiago, destacándose su Retablo Mayor.
- Garínoain: Ermita de Cataláin.
- Marcilla: Castillo de Marcilla, Ermita de la Virgen del Plu, Convento Agustinos Recoletos
- Milagro: Basílica del Patrocinio.
- Miranda de Arga: Palacio de los Colomo
- Larraga: Parroquia de San Miguel Arcángel, destacándose su órgano.
- Olite: Parroquia de San Pedro, Parroquia de Santa María, Castillo de Olite
- San Martín de Unx: Parroquia de San Martín.
- Santacara: Torre de Santacara, Ruinas de Cara
- Tafalla: Parroquia de Santa María, Convento de Recoletas.
- Ujué: Parroquia de Santa María.